# 14-Heiligen-Kapelle (Gamburg)

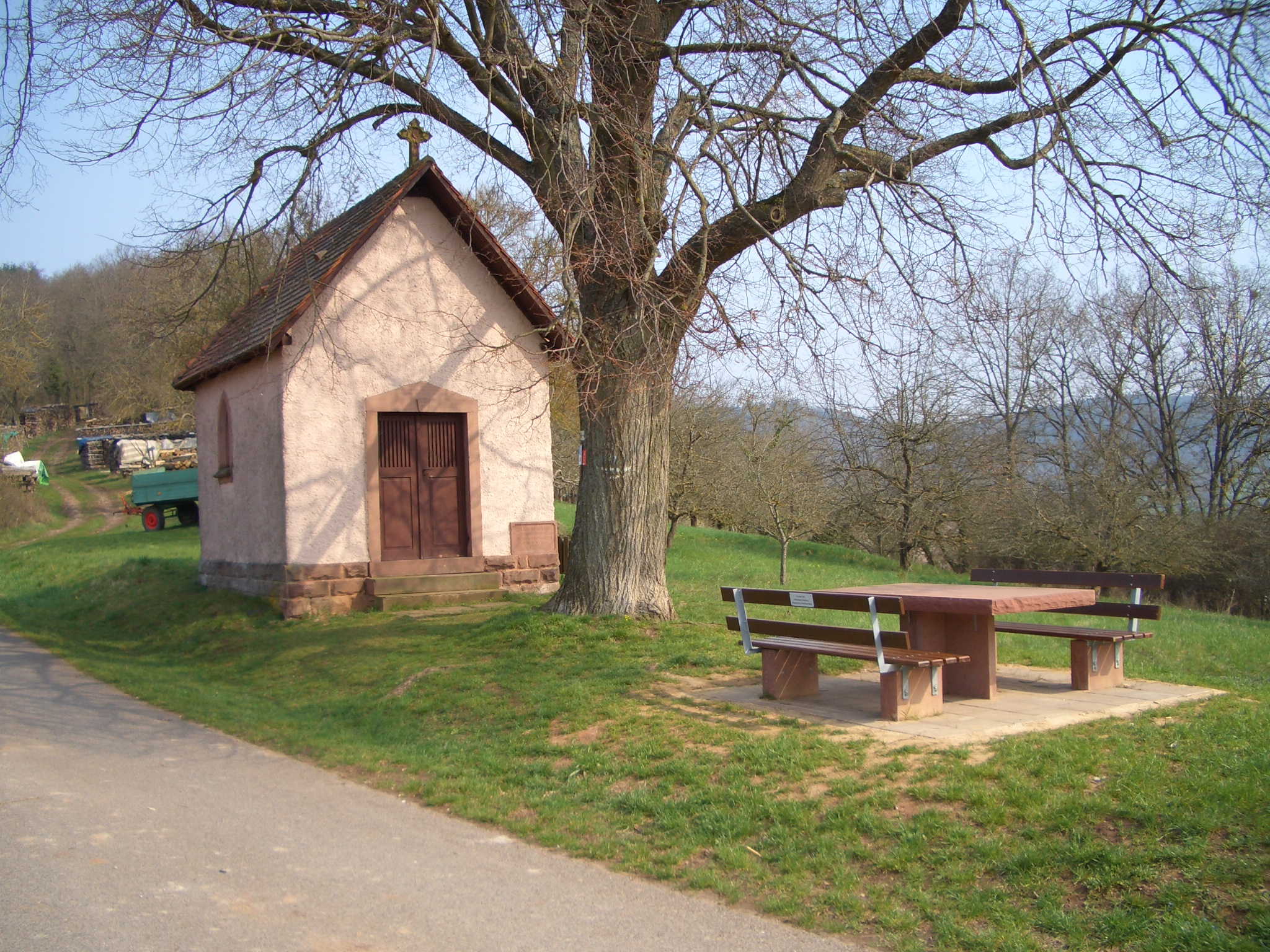
Die 14-Heiligen-Kapelle am Neuberg bei Gamburg

Die römisch-katholische 14-Heiligen-Kapelle befindet sich in Gamburg, einem Ortsteil von Werbach im Main-Tauber-Kreis in Baden-Württemberg. Sie wurde im 19. Jahrhundert errichtet und im 20. Jahrhundert versetzt.

## Geschichte
Die 14-Heiligen-Kapelle wurde im Jahre 1823 von Michael und Elisabetha Hauck aus einer nach Amerika ausgewanderten Gamburger Familie gestiftet. Sie stand 100 Jahre lang unten im Taubertal an der alten Landstraße. Beim Neubau der Steige wurde die Kapelle im Jahre 1923 an den heutigen Standort am Neuberg transloziert. Von der Vorgängerkapelle sind der Eingangssturz und ein Altarbild erhalten geblieben. Die Kapelle befindet sich neben Wanderwegen wie dem Panoramaweg Taubertal und dem Jakobsweg Main-Taubertal in Richtung der Wertheimer Kleinsiedlung Bronnbach. Über diesen Bergkamm – und nicht durch das Tal – führte über viele Jahrhunderte hinweg der Weg nach Wertheim. Die 14-Heiligen-Kapelle gehört heute zur Seelsorgeeinheit Großrinderfeld-Werbach, die dem Dekanat Tauberbischofsheim des Erzbistums Freiburg zugeordnet ist. Sie steht als Kulturdenkmal der Gemeinde Werbach unter Denkmalschutz.